# 美國陸軍第189步兵旅
第189步兵旅（英語：189th Infantry Brigade）是美國陸軍的步兵部隊，目前為第一軍團下轄的訓練旅。
第一次世界大戰期間隸屬於第95步兵師，但沒有參與作戰。

## 榮譽
| 戰爭           | 參戰飄帶      | 年分      |
| -------------- | ------------- | --------- |
| 第二次世界大戰 | 法國北部      | 1944      |
| 第二次世界大戰 | 萊茵蘭        | 1945      |
| 第二次世界大戰 | 阿登-阿爾薩斯 | 1944–1945 |
| 第二次世界大戰 | 歐洲中部      | 1945      |